# استاندارد طلا

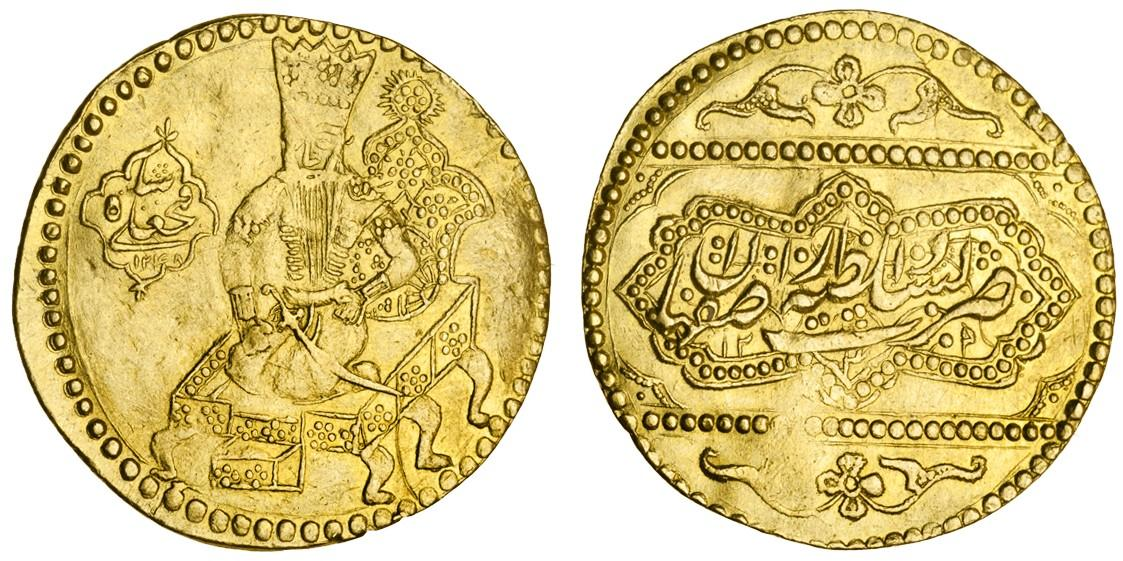
سکه طلا یک تومانی فتحعلی شاه ضرب اصفهان سال ۱۲۴۹ هـ ق

استاندارد طلا یک سیستم پولی است که در آن واحد محاسبه اقتصادی استاندارد وزن ثابتی از طلا می‌باشد. تحت شرایط استاندارد طلا، پول رایج یا به صورت مسکوک براساس مقدار مشخصی از طلا محاسبه شده یا صادرکننده آن به صورت اسکناس (اوراق بهادار) بازپرداخت آن را به صورت طلا، و به‌طور متعارف بر مبنای یک مقدار ثابت از پیش تعیین شده، تضمین می‌نماید.
واحدهای پولی استاندارد طلا می‌تواند داخلی باشند، و این به آن معنی است که دارندگان این اوراق بهادار می‌توانند در عوض آن پول دریافت کنند، یا تنها به صورت بین‌المللی است، که در این‌صورت تنها شمار معدودی از اشخاص (حقوقی)، همچون بانک‌های مرکزی، حق دارند درخواست نمایند که آن را به طلا تبدیل کنند. پول‌های رایجی که در عوض مقادیر ثابتی از طلا برگردانده می‌شود، دارای نرخ ثابت مبادله‌ای میان یکدیگر هستند. اهداف مربوط به استاندارد طلا عبارتند از جلوگیری از گسترش تورمی منبع پولی، تا بتوان ارزش ثابت آن را در برابر دیگر قیمت‌ها (نرخ‌ها) سنجید، و اجازه یافت تا گردش پولی گسترده‌تری، از جمله پایاپای تراکنش‌ها، و با درجه بالاتری از اعتماد میان هر دو مورد ثبات کمی و کیفی پول، برقرار نمود. استانداردهای طلا از انواع مختلف در دو شکل ملی و بین‌المللی به‌کاررفته‌است، و واحدهای پولی استاندارد طلا اغلب به عنوان یک واحد پولی در برابر واحدهایی با ارزش ثابت پایین‌تر استفاده می‌شود که مورد سنجش قرار گرفته‌اند. واحدهای پولی استاندارد طلا در گذشته شامل دوکات ونیزی و پوند استرلینگ بریتانیا در اواخر قرن ۱۹ بود. طلا مبنایی برای سیستم توافقنامه برتون وودز بود، که در ۱۹۷۱–۱۹۷۲ منسوخ گردید.
در تفکر جریان اصلی اقتصادی نوین، استاندارد طلا نامطلوب است زیرا به فروپاشی اقتصاد جهانی در اواخر دهه ۱۹۲۰ مربوط می‌شود، و عرضه و تقاضا را برهم انباشته می‌سازد که ابزار بسیار مناسب‌تری برای تنظیم نرخ‌های بهره، عرضه پول و پایه پولی هستند. اما، نظریات متعدد دیگری برای شرایط اقتصادی متلاطم ارائه شده که در این زمان وجود دارند. با این که استاندارد طلا هم‌اکنون مورد استفاده قرار نمی‌گیرد، (اما) به دلیل احیاء مجدد و شکل‌دادن به بخشی از نظریه اساسی سیاست پولی به عنوان ملاکی برای مقایسه دیگر نظام‌های پولی، دارای طرفدارانی است. هواداران یکی از استانداردهای متعدد طلا در این مورد بحث می‌کنند که طلا تنها مقیاس بین‌المللی (تعیین) ارزش است، و آن که استانداردهای طلا با جلوگیری از ایجاد عرضه نامحدود پول در شکل پول بدون پشتوانه، مانع از تورم شده و مناسب‌ترین مبنای نظری را برای یک نظام پولی فراهم می‌سازد.

## چرا طلا؟
در اثر کمیابی، دوام، و سهولت تشخیص آن از طریق رنگ، وزن، انعطاف و ویژگی‌های صوتی منحصر به فردش، طلا کالایی است که بازرگانان و تجار آن را به عنوان واحد مشترک محاسبه برگزیده‌اند- از این رو مدت مدیدی است که به عنوان شکلی از پول و ذخیره‌سازی ثروت مورد استفاده قرار گرفته‌است. ماهیت دقیق تکامل پول عمدتاً از لحاظ زمان و مکان تغییر می‌کند، اما این اعتقاد مورخان بر این است که ارزش بالای طلا به دلیل زیبایی، چگالی، مقاومت در برابر خوردگی، یکپارچگی، و قابلیت تقسیم آسان، آن را هم به عنوان یک اندوخته ارزش (مظنه) و هم به صورت واحد محاسبه برای ارزش اندوخته انواع دیگر واحدها – مفید ساخته‌است؛ در بابل، یک پیمانه گندم هموزن با طلا به عنوان یک نمونه برای انتقال ارزش مورد نظر استفاده می‌شد. نظام‌های پولی اولیه مبتنی بر (سنجش با) غلات، از طلا برای تعیین ارزش اندوخته بهره می‌بردند. بانکداری زمانی آغاز شد که طلای پس‌انداز شده در بانک را می‌توانستند از طریق یک سیستم حواله‌سازی جیرو (giro)، یا وام دادن با بهره از یک حساب به حساب دیگر منتقل نمایند.
زمانی که از آن به عنوان بخشی از یک سیستم پولی سودمند استفاده شود، عملکرد پول کاغذی (اسکناس) خطر جابجایی طلا و احتمال کاهش ارزش مسکوکات را کاهش می‌دهد، و از کاهش در واسطه در جریان (آن) نسبت به انباشت و زیان‌های مزبور جلوگیری می‌کند. توسعه اولیه پول کاغذی (اسکناس) اصولاً در اثر عدم اطمینان از حمل و نقل و خطرات سفرهای طولانی مدت و نیز تمایل دولت‌ها به کنترل یا نظارت بر گردش بازرگانی درون قلمرو خود، نشئت می‌گرفت. پولی که دارای پشتوانه مسکوک بوده به عنوان پول نماینده نامیده می‌شود، و اوراق بهادار صادر شده اغلب به عنوان گواهی‌ها ذکر می‌شوند تا از آن‌ها اشکال دیگر تحت عنوان پول کاغذی (اسکناس) استخراج شود.
اما، طی دوره طولانی از تاریخ بشر، نقره واسطه اصلی گردش (مالی) و فلز اصلی (تهیه) پول بوده‌است. از طلا به عنوان اندوخته نهایی ارزش (مالی)، و نیز ابزار پرداخت زمانی استفاده می‌شد که قابلیت حمل آن به ویژه برای پرداخت به یک لشکر، با ارزش و مقداری گزاف همراه بود. طلا به عنوان واحد اساسی در تجارت بین‌المللی و در زمان‌های مختلف، جانشین نقره قرار می‌گرفت، از جمله در دوره طلایی اسلامی، اوج تجارت در نواحی ایتالیا طی دوره رنسانس، و عمده تر از همه طی قرن نوزدهم. طلا به عنوان فلز محاسباتی نگهداری پول تا زمان برهم خوردن توافق‌نامه برتون وودز در سال ۱۹۷۱ حفظ شد، و به شکل مانعی مهم در برابر فعالیت‌های بانک‌های مرکزی و دولتها، و ابزاری برای حفظ نقدینگی عمومی، و یک اندوخته ارزش (مالی) باقی ماند.

## ضرب سکه در گذشته
اولین فلزی که به عنوان پول رایج در بیش از ۴۰۰۰ سال قبل مورد استفاده قرار گرفت، نقره بود، زمانی که شمش‌های نقره در تجارت بکار می‌رفت. سکه‌های طلا برای اولین بار از سال ۶۰۰ قبل از میلاد مورد استفاده قرار گرفتند. اما، مدت مدیدی قبل از آن، طلا، همچون نقره، به عنوان اندوخته ثروت و مبنایی برای معاملات تجاری در ناحیه اکد، و سپس در مصر بکار می‌رفت. تا قرن بیستم، نقره به عنوان متداول‌ترین فلز پولی در معاملات عادی مورد استفاده قرار می‌گرفت. این فلز هنوز در سکه‌های دوفلزی معینی همچون سکه ۲۰- پزوئی مکزیک در حدود سال ۲۰۰۵ جریان داشته‌است.
امپراتوری پارس، مالیات‌ها را براساس طلا جمع‌آوری می‌نمود، و هنگامی که این قلمرو توسط اسکندر مقدونی تسخیر شد، این طلا به عنوان مبنایی برای ضرب سکه طلا در امپراتوری مقدونی توسط اسکندر مورد استفاده قرار گرفت.
پرداخت طلا به مزدوران و ارتشیان اهمیت آن را تحکیم بخشید: همانگونه که نیکولو مکیاولی ۵۰۰ سال پیش در اثر خود شهریار ذکر کرده، طلا مترادف بود با پرداخت (حقوق) برای عملیات نظامی. دو سکه مهم طلایی ضرب شده امپراطوری روم عبارت بودند از: aureus(آرئوس) که تقریباً ۸ گرم آلیاژ طلا و نقره داشت، و سکه کوچکتر Solidus که داشتن وزن ۴/۴ گرم، مقدار ۲/۴ گرم آن طلا بود. ضرابخانه‌های رومی به شکل جالبی فعال بودند و آن‌ها طی دوره جمهوری و امپراتوری خود، میلیون‌ها سکه را ضرب نموده و به جریان انداختند.
پس از فروپاشی امپراتوری رم غربی و خالی شدن معدن‌های طلا در اروپا، امپراتوری بیزانس سکه‌های جایگزینی را برای سکه (سولیدوس) تحت عنوان nomisma یا bezant ضرب نمود. این سکه‌ها با همان وزن و خلوص بالای همتاهای خود در امپراتوری غربی بودند و کماکان به عنوان سکه‌های سولیدوسی محسوب می‌شدند. متأسفانه، تدریجاً، امپراتوری بیزانس میزان خلوص این سکه‌ها را تا دهده ۱۰۳۰م کاهش داد، و تا دوران قرن ۱۱ میلادی، تنها ۱۵٪ از وزن سکه‌های در گردش را طلا تشکیل می‌داد. این نشانگر افتی شدید در ارزش واقعی از ۹۵٪ در سکه‌های سابق به ۹۸٪ در سکه‌های طلای رومی بود.
از اواخر قرن هفدهم، تجارت به‌طور فزاینده‌ای بر اساس واحد دینار هدایت می‌شد. دینار سکه طلایی بود که به شکل قالب نمونه اصلی سولیدوس رمی ضرب می‌شد، و دارای اندازه و وزنی مشابه با سولیدوس بیزانسی بود اما توسط امپراتوری عرب‌ها تولید می‌شد. سولیدوس بیزانسی و دینار عربی در کنار یکدیگر حدود ۳۵۰ سال پیش از آنکه نزول ارزش سولیدوس آغاز شود، جریان داشتند.
دینار و درهم به ترتیب سکه‌های طلا و نقره بودند، که اصولاً از سوی ایرانیان ضرب می‌شدند. خلیفه‌های جهان اسلام این سکه‌ها را تأیید کردند، اما در دوره خلیفه عبدالملک (بن مروان) (۶۸۵–۷۰۵) بود که او در این پول رایج اصلاحاتی به عمل آورد که تصور می‌شود تاریخ دینار از این نقطه آغاز شده باشد. او تصاویر را از روی سکه‌ها برداشت و منابع معیار آن را بر روی سکه، کلمه الله قرار داد و نسبت طلا و نقره را در این سکه‌ها ثابت نمود. رشد قدرت و تجارت اسلامی سبب شد تا دینار به عنوان سکه غالب از ساحل غربی آفریقا تا شمال هند تا اواخر سال‌های ۱۲۰۰ رواج یابد، و به عنوان مسکوکات غالب به مدت صدها سال پس از آن نیز جریان آن تداوم یابد. به همین صورت با اندازه، خلوص و وزن سکه سولیدوس خواه دینار، بیزانت، نامیده می‌شد یا خود سولیدوس این سکه واحدی مطلوب برای محاسبه در طول بیشتر از ۱۳۰۰ سال و حتی دیرپای تر از سه امپراتوری جهانی باقی ماند.
در سال ۱۲۸۴، جمهوری ونیز اولین سکه طلای ناب را به نام دوکات ضرب نمود که به عنوان استاندارد ضرب سکه در اروپا برای ۶۰۰ سال بعد شد. سکه‌های دیگر، (همچون) فلورین، اشرفی، گروش، زلوتی، و گینه‌ای، نیز در آن زمان از سوی دیگر کشورهای اروپایی جهت تسهیل تجارت روبه رشد ارائه گردید. سکه دوکات، به دلیل نقش برجسته تجاری ونیزی با جهان اسلام و توانایی آن در تازه نگهداشتن ذخایر طلا، در برابر دیگر سکه‌هایی که مورد سنجش قرار گرفته بودند، به عنوان استاندارد باقی ماند.
با شروع فتح ازتک‌ها و قلمرو اینکا، اسپانیا به ذخایر جدید طلا علاوه بر نقره، برای ضرب سکه دست یافت. واحد اولیه محاسبه طلای اسپانیا، اسکودو بود، و سکه اولیه آن یک قطعه ۸ «اسکودوز»، یا «doblón»، اساساً دارای وزنی معادل ۴۶۸۰/۲۷ گرم با طلای ۲۲ عیار (۹۲٪) بوده که در سنجش‌های جاری مورد استفاده قرار می‌گرفت، و از لحاظ وزن دارای ارزشی معادل با ۱۶ برابر وزن نقره بود. دسترسی گسترده به سکه‌های طلای ساخت کارخانه و دست‌ساز، این امر را برای شرکتهای مستقل غربی ممکن می‌ساخت تا در سال ۱۷۰۴ بتوانند تنها از طریق عرضه قانونی، آن را تولید کنند. گردش سکه‌های اسپانیائی موجب ایجاد یک واحد محاسبه برای ایالات متحده شد، که «دلار» مبتنی بر رئال نقره‌ای اسپانیا گردید، و بازار پول رایج فیلادلفیا سکه‌های مستعمراتی اسپانیا را داد و ستد می‌نمود.

## تاریخچه استاندارد نوین طلا
استفاده از استانداردهای طلا تدریجاً رایج گردید. این موضوع موجب مشاجراتی بین مورخان مختلف اقتصادی گردید که چه زمانی (کاربرد) استاندارد طلای رئال آغاز شده‌است. جناب اسحاق نیوتون در ۱۷۱۷ نسبت طلا به نقره را در بحث عیار زنی ضرب سکه مطرح نمود که ارتباطی را بین سکه‌های طلا و نقره پنی ایجاد می‌نمود و به عنوان واحد استاندارد محاسبه در قانون کوئین آن محسوب می‌شد. برای برخی از مورخان این موضوع، بیانگر آغاز استاندارد طلا در انگلستان می‌باشد. اما، آنچه کلاً بیشتر مورد قبول است، این می‌باشد که یک استاندارد کامل طلا مستلزم آن است که منبعی از اوراق بهادار و عرضه قانونی در آن وجود داشته باشد، و این منبع باید دارای پشتوانه قابلیت تبدیل به طلا باشد. چون این (منبع) از هر نظری در قرن هجدهم کامل نشده بود، نظر مورد اتفاق این است که انگلستان در این زمان بر اساس استاندارد عمل نمی‌کرده‌است.

### بحران پول نقره و اسکناسهای بانکی (۱۸۷۰–۱۷۵۰)
برای درک استعمال استاندارد بین‌المللی طلا در اواخر قرن ۱۹، اهمیت دارد که وقایع اواخر قرن ۱۸ و اوایل قرن ۱۹ را دنبال نماییم. در اواخر قرن ۱۸، جنگ‌ها و تجارت با چین، که کالاهای تجاری متعددی را به اروپا می‌فروخت اما کمتر از کالاهای اروپایی استفاده می‌کرد، موجب تخلیه نقره به دلایل صرفه (اقتصادی) در اروپای غربی و ایالات متحده آمریکا گردید. این سکه‌ها با مقادیر کمتر و کمتر ضرب می‌شدند، و تکثیر آن‌ها در بانک انجام می‌گرفت و (بانک) نیز از اوراق بهادار به عنوان پول استفاده می‌نمود.
در دهه ۱۷۹۰، انگلستان دچار کمبود گسترده نقره برای ضرب سکه شد و ضرب سکه‌های بزرگتر نقره‌ای را متوقف نمود. آن (کشور) سکه‌های نقره‌ای کوچک ضرب نمود و سکه‌های خارجی را جمع‌آوری نمود. با پایان جنگهای ناپلئونی، انگلستان به یک برنامه گسترده تجدید ضرب سکه پرداخت که قلمروهایی برای استاندارد طلا ایجاد می‌کرد و سکه‌های (منقش به) تاج، و نیم تاج در آن جریان داشت، و در نهایتاً سکه‌های یک چهارم پنی مسی در سال ۱۸۲۱ تولید شد. ضرب مجدد سکه نقره در انگلستان پس از یک دوره طولانی کمیابی برای آن، موجب نوعی انفجار در تولید سکه گردید. انگلستان تقریباً بین سال‌های ۱۸۱۶ و ۱۸۲۰، ۴۰ میلیون شیلینگ، ۵/۱۷ میلیون سکه نیم تاج و ۳/۱ میلیون قطعه تمام تاج نقره‌ای ضرب نمود. قانون از سرگیری پرداختهای نقدی ۱۸۱۹ در سال ۱۸۲۳ تاریخی را برای ازسرگیری قابلیت تبدیل (استاندارد طلا) مشخص نمود، به جای آنکه در سال ۱۸۲۱ به آن برسد. در سراسر دهه ۱۸۲۰، اسکناس‌های کم ارزش توسط بانک‌های منطقه‌ای صادر می‌شد که بالاخره در سال ۱۸۲۶ این امر محدود گردید، و این در حالی بود که به بانک انگلستان اجازه داده شده بود تا شعب منطقه‌ای برای خود ایجاد نماید. اما، در سال ۱۸۳۳، اسکناس‌های بانک انگلستان (اجازه) عرضه قانونی پیدا کرد، و از بازخرید اسکناس‌های بانک‌های دیگر جلوگیری شد. در سال ۱۸۴۴ قانون اساسنامه بانک مقرر نمود که اسکناس‌های بانک انگلستان به‌طور کامل تحت پشتیبانی طلا قرار دارد که استانداردی قانونی بود. بر طبق این بیانیه قاطع راجع به استاندارد طلا، این قانون ۱۸۴۴، استاندارد طلای ناب را برای پول بریتانیا تعیین نمود.
در نتیجه، تعدادی از مستعمرات بریتانیا مجبور شدند تا به استفاده از سکه (های) خرد در سال‌های ۱۸۰۰ متوسل شوند. در این هنگام تعداد فراوانی از این سکه‌های خرد از سوی شرکت‌ها صادر می‌شد. معروفترین آنها، پول خردهای بازرگانی استراچان و شرکت آن (در پاپوآ گینه نو مستعمره انگلیس)، اولین پول بسیار رایج بومی آفریقای جنوبی که در گریکوالند شرقی به سال ۱۸۷۴ صادر شده بود.
آمریکا در سال ۱۸۷۵، یک استاندارد نقره بر مبنای دلار ضرب شده اسپانیایی مقرر کرد. این استاندارد در قانون تولید و ضرب سکه به سال ۱۷۹۲ با استفاده دولت فدرال از «بانک ایالات متحده» تدوین گردید تا به حفظ ذخایر خود پرداخته و نیز نرخ ثابتی را برای طلا نسبت به دلار آمریکا برای آن مقرر سازد. این، عملاً یک نوع استاندارد اشتقاقی برای نقره بود، چرا که لازم نبود بانک نقره را پشتوانه‌ای برای کل پول رایج خود قرار دهد. به این ترتیب یک سری از تلاش‌های طولانی برای آمریکا صورت گرفت تا یک استاندارد دو فلزی برای دلار آمریکا ایجاد شود که تا دهه ۱۹۲۰ ادامه یافت. سکه‌های طلا و نقره عرضه قانونی داشتند، از جمله رئال اسپانیایی، که یک سکه نقره‌ای بود که در نیمکره غربی ضرب می‌شد. به دلیل بدهی هنگفتی که دولت فدرال آمریکا برای تأمین هزینه جنگ انقلابی متحمل شده بود، سکه‌های نقره‌ای صادر شده از سوی دولت از گردش جاری (مصرف) خارج شدند، و در سال ۱۸۰۶ رئیس‌جمهور جفرسون ضرب سکه‌های نقره‌ای را به حالت تعلیق درآورد.
خزانه داری آمریکا یک استاندارد قاطع برای «پول مسکوک» مقرر کرد، که بر اساس آن انجام معامله تنها با سکه طلا یا نقره به عنوان بخشی از قانون مستقل خزانه داری در سال ۱۸۴۸ صورت می‌گرفت که از لحاظ قانونی از حساب‌های دولت فدرال نسبت به نظام بانکداری جدا بود. اما، نرخ ثابت طلا یا نقره موجب بالا رفتن ارزش نقره نسبت به تقاضا برای طلا در تجارت یا استقراض از انگلستان شد. رسوب طلا به نفع نقره موجب تقاضا (جستجو) برای طلا و از جمله «یورش به کالیفرنیا برای طلا» در سال ۱۸۴۹ شد. در پی قانون گرشام، (موجی از) نقره به سوی آمریکا سرازیر شد، که به تجارت با کشورهای دارای نقره، و خارج شدن طلا (از کشور) منتهی گردید. در سال ۱۸۵۳، آمریکا وزن سکه‌های نقره خود را کاهش داد تا آن‌ها را (همچنان) در جریان گردش نگه دارد، و در سال ۱۸۵۷ مجوز عرضه قانونی را برای ضرب سکه خارجی لغو نمود.
در سال ۱۸۵۷، بحران نهایی عرصه بانکداری آزاد در اقتصاد بین‌المللی آغاز شد، از این جهت بانک‌های آمریکایی پرداخت بر اساس نقره را تعلیق نمودند، و در عین حال وارد جریان مواج نظام بسیار جوان اقتصاد بین‌المللی مربوط به بانک‌های مرکزی شدند. در ایالات متحده آمریکا، این فروپاشی عامل کمک‌کننده برای جنگ داخلی آمریکا بود، و در سال ۱۸۶۱ دولت آمریکا (هرگونه) پرداخت را بر اساس طلا و نقره تعلیق کرد، تا به‌طور مؤثر به تلاش‌ها برای ایجاد یک استاندارد نقره برای دلار خاتمه دهد. در طی دوره (۱۸۶۰–۱۸۷۱) تلاش‌های گوناگونی برای احیای مجدد استانداردهای دو فلزی صورت پذیرفت، و از جمله یک (استاندارد) براساس طلا و نقره فرانک، اما، سرازیر شدن سریع نقره از منابع جدید، به انتظار کمیابی نقره پایان داد.
تبادل بین بانکداری مرکزی و مبنای پول رایج در طی این دوره موجب ایجاد منشأ اولیه بی‌ثباتی پولی گردید. این ترکیب که ثبات اقتصادی ایجاد می‌نمود، عبارت بود از محدودیت عرضه اسکناس‌های جدید، انحصار دولتی در صدور مستقیم یا غیرمستقیم پولها، یک بانک مرکزی و واحد منفرد (تعیین) ارزش. تلاش‌هایی جهت مقابله با این شرایط موجب ایجاد بحران‌های پولی دوره‌ای -؛ و همچنین بی‌ارزش شدن پول‌ها گردید، یا نقره دیگر به عنوان یک اندوخته ارزش دار در جریان گردش قرار نمی‌گرفت، یا نوعی رکود اقتصادی پدید می‌آمد که دولت‌ها به عنوان (وسیله) پرداخت خواستار (ضرب) سکه می‌شدند، و به این وسیله واسطه (پولی) در حال گردش در خارج از (چرخه) اقتصاد رسوب می‌کرد. در عین حال، نوعی نیاز شدیداً گسترده برای اعتبار وجود داشت، و بانک‌های بزرگی در کشورهای مختلف از جمله ژاپن، ۱۸۷۲ اجازه تأسیس گرفتند. نیاز به یک مبنای محکم برای امور پولی (مالی) سبب پذیرش سریع استاندارد طلا در دوره‌ای شد که از پی آن می‌آمد.

## استاندارد بین‌المللی طلا و دوره اول جهانی شدن (۱۸۷۱–۱۹۰۱)
آلمان به عنوان کشوری یکپارچه در پی جنگ پروس- فرانسه به وجود آمد؛ آن کشور مارک سلطنتی را صادر نمود، و و در ادامه به استاندارد قطعی طلا رسید، و از طلای استخراج شده از معادن آفریقای جنوبی برای گسترش عرضه پول استفاده کرد. چون طلا یک واحد ارزش‌گذاری قابل حمل (منقول)، جهانی و بسیار پایدار شد، به سرعت بسیاری از کشورهای دیگر از این رویه پیروی کردند. نگاه کنید به جهانی سازی.
تاریخ‌های به‌کارگیری استاندارد طلا:
- ۱۸۷۱: آلمان
- ۱۸۷۳: اتحادیه پولی لاتین (بلژیک، ایتالیا، سوئیس، فرانسه)
- ۱۸۷۳: ایالات متحده «به‌طور غیررسمی»
- ۱۸۷۵: اسکاندیناوی از طریق اتحادیه پولی: دانمارک، نروژ و سوئد
- ۱۸۷۶: فرانسه از لحاظ داخلی
- ۱۸۷۶: اسپانیا
- ۱۸۷۹: اتریش
- ۱۸۹۷: روسیه
- ۱۸۹۷: ژاپن
- ۱۸۹۸: هند
- ۱۹۰۰: ایالات متحده «به‌طور قانونی»

در سراسر دهه ۱۸۷۰ اقتصاد تورم زا و ورشکستگی موجب نیازهای دوره‌ای برای پول رایج نقره‌ای شد. اما، چنین تلاش‌هایی کلاً ناکام ماند، و فشار عمومی به سوی یک استاندارد طلا تداوم یافت. تا سال ۱۸۷۹، تنها سکه‌های طلا در داخل اتحادیه پولی لاتین پذیرفته می‌شد که مرکب بود از فرانسه، ایتالیا، بلژیک، سوئیس و بعدها هم یونان، اگرچه نقره به لحاظ نظری، یک واسطه در حال گردش محسوب می‌شد.
دوره بین سال‌های ۱۸۸۰ تا ۱۹۱۳ اغلب تحت عنوان «استاندارد کلاسیک طلاً نامیده می‌شود. آن نشان دهنده هسته‌ای از کشورهای (مختلف) به مرکزیت بانک انگلستان می‌باشد که خواهان یک قیمت ثابت طلا و قابلیت تبدیل پیوسته آن بودند، در حالی که دیگر کشورهایی که در طرفداری از این قابلیت تبدیل برای مقدار ثابت طلا کمتر پافشاری می‌نمودند، نرخهای بالاتری از بهره را در قبال پولهای رایج و غالب طلا می‌پرداختند. بر طبق آنچه که» قوانین بازی «نامیده شده، فرض بر این بود که بانک‌های مرکزی به تنظیم نرخ‌های بهره جهت حفظ نرخ ثابت مبادله بین پول رایج داخلی و طلا می‌پردازند. طلا برای تسویه حسابها بین کشورهای (مختلف) استفاده می‌شد.» نقطه طلاً قیمتی بود که زمانی مطرح می‌گردید که صادر یا وارد کردن طلا به یک کشور سودمند باشد و کشورهایی که بالا یا پایین این "نقطه طلاً تجارت می‌کردند شاهد جریانهای ورود یا خروج طلا بودند، و معمولاً اقدامی اتخاذ می‌نمودند تا جریانهای خروج طلا را مهار نموده، یا جریانهای ورود طلا را به صورت درآورند که در یک شکل پایدار از تورم جلوگیری نماید.
استاندارد طلا در این دوره به‌طور کامل تثبیت نگردید، در عوض بانک‌های مرکزی درجات مختلفی از همکاری و رقابت با یکدیگر داشتند. در یک سوی این طیف، اتحادیه‌های پولی حقیقی قرارداشتند که در آن‌ها پولهای رایج شدیداً با یکدیگر درگیر بودند، در حالی که در اتحادیه‌های سست پولی، شرکت کردن این کشورها در امر استاندارد طلا، تنها یک موضوع مربوط به پرداختهای بین‌المللی بود. ناب‌ترین اتحادیه پولی، امپراتوری اتریش- مجارستان بود که برای حمایت از یک نرخ تقریباً ثابت مبادله، انعطاف‌پذیری و ارتباط تنگاتنگ کاری داشتند. اتحادیه‌های پولی لاتین و اسکاندیناوی که اجازه گردش بینابینی مسکوکات را می‌دادند، توافق‌نامه‌های پایاپایی میان بانک‌های مرکزی خود داشتند که چک‌ها را جایگزین نقل و انتقالات فیزیکی نموده، و رشته نزدیکی از نرخهای بهره بین آن‌ها ایجاد می‌نمود. استاندارد اصلی طلای اروپا که بر مبنای یک نظام تسویه‌ای استوار بود و مرکز آن در لندن قرار داشت. بانک انگلستان نرخ‌های بهره را تنظیم می‌کرد تا رابطه قیمت پوند را با سایر ارزهای اصلی دیگر حفظ نماید. این نرخ تنزیل از لحاظ بین‌المللی برای تعیین میزانی استفاده می‌شد که از طریق آن ابزارهای تجاری موجب تنظیم (رابطه) بین خریداران و فروشندگان می‌گردید.
تغییر کلیدی در این دوره، اتخاذ یک سیاست پولی برای بالابردن نرخهای بهره در واکنش نسبت به جریانهای خروج طلا، یا حفظ ذخایر گسترده طلا در خزانه‌های بانک مرکزی بود. این سیاست نوعی اعتبارپذیری از تعهد نسبت به استاندارد طلا ایجاد می‌نمود. بر طبق نظرات لاورنس آفیسر و آلبرتو جیووانی، این موضوع را می‌توان از رابطه بین نرخ بانکی انگلستان، و جریان بین پوند و دلار، مارک و فرانک مشاهده نمود. از سال ۱۸۸۹ تا ۱۹۰۸، رابطه قانونی نرخ مستقیم بانکی پوند در آن زمان نسبت به دلار ۹۹٪، و نسبت به مارک در سطح ۹۲٪ حفظ شده بود. از اینرو، بر طبق نظریه پویایی پولی استاندارد طلا، کلید این اعتبارپذیری تمایل بانک انگلستان به ایجاد تنظیم در نرخ تنزیل جهت تثبیت استرلینگ نسبت به ارزهای دیگر در قبال طلا، استاندارد «غیررسمی» طلا در جهان بود که طی دوره اوج استاندارد طلا متشکل از ۳۶۰ماه، نرخ بانک (انگلند) انگلستان در واکنش نسبت به جریان‌های طلا ۲۰۰ نوبت تنظیم گردید، نرخ تغییری که از بانک‌های مرکزی جاری بالاتر بود.
در کشورهای اطراف همچون ایالات متحده و روسیه، اجازه داده شده بود که انحرافات چشمگیر داخلی از استاندارد طلا صورت گیرد. آمریکا مقدار ثابتی از نقره را به عنوان پشتوانه پول رایج مقرر نمود. روسیه اسکناس منتشر نمود و سکه ضرب کرد، اسکناس اب نرخی بین ۶۰٪و ۷۵٪ مسکوکات فروخته می‌شد، تا سال ۱۸۸۱ که برنامه روسیه برای قرار دادن استاندارد طلا در داخل این کشور آغاز شد که شامل استخراج معادن، صدور گندم و محدودیت‌های وارداتی بود. روسیه اجازه یافت تا در سال ۱۸۹۵ قراردادهایی را براساس واحد روبل طلا منعقد کند، و در سال ۱۸۹۷ قابلیت تبدیل با نرخ ۵/۱ روبل اسکناس به ازای هر روبل جدید مقرر گردید. اما، دولت این حق را برای خود محفوظ داشت که ۳۰۰ میلیون روبل را بدون پشتوانه طلا در گردش پولی داخلی منتشر کند.
طی این دوره، رکودهای (اقتصادی) جدی وجود داشت که بر دوره‌های رشد شدید تأکید می‌نمود، چرا که استاندارد طلا پشتوانه‌ای برای سرمایه‌ای بود که می‌توانست به‌طور آزادتری در دامنه گسترده‌تری از کشورها سرمایه‌گذاری شود. اعتماد به قابلیت تبدیل، به توانایی بیشتر دولت‌ها در استقراض وجوه از بازارهای اعتباری جهان منجر می‌شد که در آن زمان وجود داشت، و پروژه‌های بلند مدت را جذب می‌کرد. نمونه قابل توجهی از این موضوع، احداث شبکه‌های خط ریلی از سوی آمریکا و شوروی و نیز برنامه‌های توسعه صنعتی می‌باشد. استاندارد طلا سبب جذب کشورها به داخل آن (مجموعه) گردید، زیرا دستیابی به سرمایه یک انگیزه قوی برای دست کم تسلیم برخی از اختیارات حق اربابی بود که به نقره و پول‌های کاغذی مربوط می‌شد. این مسئله به یک چرخه اقتصادی تبدیل می‌شد- هرچه کشورها بیشتر در استاندارد بین‌المللی طلا شرکت می‌کردند، مشکلات کمتری در فروش کالاها و دسترسی به اعتبار (پولی) داشتند.
یکی از بارزترین اثرات استاندارد در حال گسترش طلا، کاهش قابل توجه در نوسان (فراریت) نرخهای تورم بود. تحت نظام‌های سابق (پولی) نقره و اسکناس، تورم سریع می‌تواند با رکود سریع همراه شود، در این صورت طی دوره‌های نسبتاً کوتاهی دوباره به تورم بازمی‌گردد. با آغاز استعمال کلی استاندارد طلا، یک چنین نوسانات گسترده‌ای کمتر و کمتر می‌شوند، و به عنوان یک حالت عادی از جابجایی قیمت رکود جایگزین تورم می‌شود. این موضوع را با سهولت بیشتری در هنگامی می‌توان مشاهده نمود که قرار است شرکت‌ها برای سرمایه‌گذاری و هزینه‌ها برنامه‌ریزی کنند، خطر (ریسک) پیاده‌سازی پروژه‌های صنعتی بزرگ را کاهش دهند.

## ارزهای دیگر
در عین حال آن موجب افت شدید در تقاضای متراکم، و یک سری از رکودهای طولانی در ایالات متحده و بریتانیا گردید. این موضوع را نباید با ناتوانی نسبت به صنعتی شدن یا کاهش در عواید کلی کالاها اشتباه نمود. به همین جهت تلاش‌های مربوط به تولید ارزهای دیگر شامل ارائه حواله (های) پولی پستی در بریتانیا به سال ۱۸۸۱ می‌شود که بعداً طی جنگ جهانی اول جنبه قانونی (رسمی) یافت، و حزب
«Greenback» در ایالات متحده که از خواهان تعدیل کنار زدن اسکناس‌هایی بود که پشتوانه طلا نداشتند. بسیاری از کشورها مقادیر محدود شده‌ای از پول بدون پشتوانه، یا پول مصرف شده پستی (در گردش)- بیشتر قابل پرداخت به عنوان هزینه پست تا طلا- را به جریان انداختند تا نقدینگی را فراهم سازد، به ویژه آن که در نواحی دور کشاورزی (روستایی) استفاده از اعتبار بین‌المللی و عرضه این اوراق برای تصفیه تجاری در دسترس نبود.

## تأثیرات بر مالیات‌گیری
از طریق تشویق به تخصصی کردن امور صنعتی، کشورهای در حال صنعتی شدن به سرعت جمعیتشان روبه افزایش گذاشت، و در نتیجه به منابع کالاهای کشاورزی نیاز پیدا کردند. در عوض، نیاز به واردات ارزان کشاورزی، بیشتر بر کشورها فشار وارد آورد تا تعرفه‌ها و دیگر مانع (های) تجاری را کاهش دهند، تا به این نحو بتوانند به مبادله با کشورهای صنعتی برای کالاهای سرمایه‌ای بپردازند همچون ماشین آلات کارخانه‌ها، که در عوض مستلزم صنعتی شدن هم بود. نهایتاً این مسئله بر نظام‌های مالیات‌گیری فشار آورد، و کشورها را به سوی مالیات بر درآمد و فروش راند، و از تعرفه‌ها دور ساخت. آن همچنین فشار نزولی پیوسته‌ای را بر دستمزد‌ها آورد که به «کشمکش صنعتی شدن» نیز کمک کرد. نقش استاندارد طلا در این فرایند هنوز مورد بحثی داغ قرار دارد که به همراه مقالات جدیدی چاپ می‌شوند که می‌کوشند تا مسیرهای ارتباطی تنگاتنگی بین پایه پولی، دستمزدها و استاندارد (های) زندگی بیابند.

### اثرات بر جوامع روستایی
در ایالات متحده تا دهه ۱۸۹۰، واکنشی علیه استاندارد طلا به مرکزیت جنوب غرب و دشتهای بزرگ به وجود آمده بود. بسیاری از کشاورزان شاهد کمبود طلا، به خصوص در خارج از مراکز بانکی در ناحیه شرقی بودند، که به عنوان ابزاری بود که بانکداران شرقی اجازه می‌داد تا فشارهای اعتباری را تشدید نمایند تا کشاورزان غربی را وادار به استقراضی گسترده از آن‌ها نماید و به این صورت نوعی تجمع دارایی بخش غربی در دستان بانک‌های متمرکز به وجود آید. تشکیل حزب مردمی در لامپاساس، تگزاس به خصوص حول استفاده از «پول آسان» تمرکز یافته بود که دارای پشتوانه طلا نبود و می‌توانست آسان‌تر در بانک‌های منطقه‌ای و روستائی جریان یافته و به اعتبار مورد نیاز دست یابد. مخالفت با استاندارد طلا در طی این دوره با مبارزه (انتخاباتی) ریاست جمهوری از دموکرات ویلیام جنینگز برایان اهل نبراسکا به اوج خود رسید. برایان در سال ۱۸۹۶، در سخنرانی صلیب طلا علیه استاندارد طلا به سخنرانی پرداخت، و استاندارد طلا (و به ویژه اثرات آن بر کشاورزان غربی) را با تاجی از خار که مسیح به هنگام به صلیب کشیده شدن خود برسر داشت، مقایسه نمود. برایان پس از شکست خوردن در انتخابات ۱۸۹۶، بار دیگر کوشید و مجدداً در ۱۹۰۰ و ۱۹۰۸ مغلوب شد، در حالی که عمدتاً در ایالات جنوبی و دشت‌های بزرگ آن کشور نقل مکان می‌نمود. کتاب (و، در نتیجه، فیلم) جادوی شگفت‌انگیز Oz به عنوان یک استعاره برای سیاست‌های مربوط به استاندارد طلا با عبارت «جاده آجر طلائی» ذکر شده‌است – نگاه کنید به بیانات سیاسی جادوی شگفت‌انگیز Oz, 
و  که اشاره می‌کند دوروتی با کفش‌های نقره‌ای (نه طلائی) خود بازگشت.

### استاندارد طلا از اوج تا بحران (۱۹۳۲–۱۹۰۱)
تا سال ۱۹۰۰، نیاز به آخرین وام دهنده گره گشا برای بیشتر کشورهای صنعتی آشکار شده بود. اهمیت بانکداری مرکزی برای نظام مالی به‌طور وسیعی از طریق نمونه‌هایی همچون وثیقه گذاری Barings Bank توسط بانک انگلستان ثابت شده بود. بارینگز مورد تهدید ورشکستگی قریب‌الوقوعی قرار گرفته بود. هنوز این تنها ایالات متحده بود که فاقد یک سیستم بانکداری مرکزی (متمرکز) بود.
از زمان پایان رکودهای اقتصادی در دهه‌های ۱۸۸۰و۱۸۹۰، آشفتگی‌های خاصی وجود داشت که به تمرکز تولید و بانکداری نسبت داده می‌شد. اما، نرخ فراوان صنعتی شدن و استعمار حکومتی نیز موجب بالاتر بردن استانداردهای زندگی می‌گردید. صلح و آبادانی بر بیشتر نقاط اروپا حکمفرما گردید، با این که آشفتگی فزاینده‌ای به جهت سوسیالیسم و کمونیسم به دلیل شرایط بسیار ناخوشایند اوایل صنعتی شدن پدید آمده بود.
بخش اصلی این افزایش در استانداردهای زندگی در اثر بالاتر رفتن حجم‌های تجارت بین‌المللی بود که به وسیله اعتبار بین‌المللی پیچیده برای تجارت و از طریق تخفیف (تنزیل) دراوراق بهادار فروش تقویت می‌شد. (نگاه به نظریه اوراق بهادار واقعی) در این سیستم، توانایی تسویه یک سری از تراکنش‌ها (معاملات) که شامل ساخت و فروش نهایی کالاها بوده با داشتن یک استاندارد مجزای ارزشی و پایه پولی جداگانه برای ارزش‌گذاری تراکنش‌ها به دست می‌آید. این دوره از تجارت را به دلیل افزایش در تجارت، اغلب «دوره اول جهانی سازی» می‌نامند. این دوران در سال ۱۹۱۳ آغاز گردید، و با جنگ جهانی اول خاتمه یافت. حجم‌های تجاری تا دقیقاً پس از جنگ جهانی دوم در زمانی که به ابزار مورد استفاده در سنجش وابسته بود، به همان درصد تولید ناخالص داخلی (GDP) نرسید. خرید یک چنین اوراق بهاداری به عنوان بخشی از این فرایند به حساب می‌آمد که از طریق آن، خزانه فدرال آمریکا عرضه پول را تنظیم می‌کرد. تمرکز لندن بر روی این نظام یک علت کلیدی برای این موضوع بود که چرا پوند نسبت به دیگر استانداردهای مبتنی بر ارز، یک ارز پایدار در این دوره بوده‌است.
افزایش در تجارت هردو مورد صنعتی شدن و کشاورزی را توسعه داد، و انگیزه‌ای برای کشورهای توسعه یافته تر گردید تا به سرمایه‌گذاری در حمل ونقل (ترابری) و دیگر زیرساختها در کشورهای کمتر توسعه یافته بپردازند، تا بتوانند به مواد خام دست یابند. آن همچنین انگیزه‌ای برای توسعه سریع ترابری بار از طریق دریا و از جمله احداث کانال‌های سوئز و پاناما گردید.
تنش‌های سیاسی فزاینده در دهه اول قرن بیستم، بر روی اتحادیه‌های پولی و دولت‌ها اعمال فشار نمود. رکودهای شدید اقتصادی بیشتر کشورهای صنعتی را در برخی نقاط در این دهه تحت تأثیر قرار داد، و آشفتگی برای اصلاح در استاندارد طلا افزایش یافت. در ایالات متحده، ویلیام جنینگز برایان از حزب دموکرات مخالف (استاندارد) طلا، سه بار برای احراز مقام ریاست جمهوری تلاش نمود، و یک جناح از حزب حاکم جمهوریخواه برای خود دلارهای نقره‌ای را به رسمیت شناختند. در سال ۱۹۰۴، با اتحادیه پولی اسکاندیناوی شدیداً مذاکره مجدد صورت گرفت، که این موجب پایان دادن به گردش بینابینی و چک‌های بدون کارمزد درمیان بانک‌های مرکزی به عنوان بخشی از یک بحران سیاسی بزرگتر شد. اما این فشارها به عنوان عاملی برای پایان دادن به استفاده از استاندارد طلا به نظر نیامد، بلکه به عنوان فشاری برای اتخاذ سازوکارهایی شد که جهت کنترل شوک‌های تولید شده دراثر صنعتی شدن بکار می‌رفت.
فشار دیگر عبارت بود از آغاز ساخت تسلیحات، علی‌الخصوص نسل جدیدی از کشتیهای جنگی، که این جنگ‌افزارها از لحاظ اندازه و پیچیدگی از آنچه پیش از این وجود داشت، فراتر بود. جنگ روسیه- ژاپن و انقلاب آتی از لحاظ مالی موجب اعمال فشار بر هر دو کشور روسیه و ژاپن گردید، و رقابت تسلیحاتی بین ناوگان آن‌ها موجب تخلیه شدید ذخایر دولتی طلا در بریتانیای کبیر و آلمان شد.
اما، حجم‌های تجاری به افزایش خود ادامه دادند، قابلیت تبدیل به عنوان یک سیاست متمرکز پولی در بیشتر کشورهای مهم باقی ماند، و استاندارد طلا و نظام اقتصادی آن بیشتر و بیشتر در جهان گسترش یافت.

## بحران استاندارد طلا (۱۹۳۵–۱۹۱۴)
این (بحران) با آغاز جنگ جهانی اول ناگهان متوقف شد. بریتانیای متحد تقریباً بلا درنگ مجبور شد تا گامهایی را در جهت خروج تدریجی از استاندارد طلا بردارد تا به قابلیت تبدیل آن به اوراق بهادار بانک انگلستان که در سال ۱۹۱۴ در حال شروع بود، خاتمه دهد. تا پایان جنگ، در انگلستان یک سری از مقررات مربوط به پول بدون پشتوانه وجود داشت، که حواله‌های پستی- پولی و اوراق بهادار (که بعداً اسکناس‌های بانکی نامیده شدند، و نباید با اوراق بهادار خزانه آمریکا اشتباه گرفته شود) خزانه را به عنوان پول به رسمیت می‌شناخت. نیاز به جنگ افزارهی بزرگ و بزرگتر از جمله کشتی‌های جنگی و مهمات، تورم ایجاد نمود. کشورهایی که از طریق انتشار بیشتر پول نسبت به آنچه می‌توانستند با طلا بازخرید کنند، به آن (تورم) پاسخ دادند، به‌طور مؤثر بر روی پیروزی در جنگ شرط‌بندی کردند و به بازپرداخت آن از طریق غرامتها، همچون نقشی که آلمان در جنگ پروس- فرانسه داشت، اقدام نمودند. ایالات متحده و بریتانیا هردو اقدامات متعددی را اتخاذ نمودند تا جابجایی طلا را کنترل نمایند، و نظام بانکداری را اصلاح کنند، اما هردو به دلیل هزینه (گزاف) جنگ، مجبور شدند تا استفاده از استاندارد طلا را به حالت تعلیق درآورند. پیمان ورسای به عنوان مجازات، غراماتی را بر دوش آلمان و قدرتهای مرکزی شکست خورده (در جنگ) تحمیل نمود، و فرانسه امید داشت که با استفاده از این غرامتها بتواند اقتصاد از هم پاشیده خود را بازسازی نماید، چراکه بیشتر حوادث جنگ در خاک فرانسه رخ داده بود. آلمان، در مواجهه با چشم‌انداز اعطای بیشتر طلای خود برای پرداخت غرامت، دیگر نتوانست سکه «مارک طلا» ضرب کند، و به سوی انتشار پول اسکناس تمایل یافت.
در پایان جنگ، یک دوره جهانی از تورم شدید به وجود آمد، که حتی کشورهای برنده جنگ نیز با نابسامانی‌های اقتصادی روبرو شدند. چون تورم بالا در یک نسل موجود در هسته صنعتی شده تجربه نشده بود، این دوره به عنوان یک مدرک مطلق برای این موضوع به نظر می‌رسد که استاندارد طلا نوعی دفاع در برابر تورم حاصل از اسکناس بوده‌است. تا سال ۱۹۲۰، اعتقاد عمومی بر این بود که ثبات قیمت فقط با برقراری مجدد استاندارد طلا بازخواهد گشت، این عقیده راسخ تا دهه ۱۹۳۰پابرجا باقی ماند.
در دهه ۱۹۲۰، یک سری از توافق‌نامه‌ها به استاندارد طلا کمک نمود که با جایگزین شدن طرح Dawes Plan با Young Plan برای تحقیق دربارهٔ آن‌ها نیاز است به اندازه یک کتاب مطالعه شود. ایالات متحده عملاً به عنوان کشوری با مثبت و پایدارترین تراز بازرگانی به آلمان وام داد تا بتواند به فرانسه غرامت بپردازد، و در نتیجه فرانسه نیز می‌توانست بدهی خود را به ایالات متحده پرداخت کند. پس از جنگ، جمهوری وایمار در آلمان، از تورم شدید رنج می‌برد، و از «Rentenmark»، به عنوان پول رایج دارایی (قرضی) برای توقف آن استفاده می‌کرد. این کار به درستی انجام گرفت، اما باید بیش از یکسال می‌گذشت تا مارک دولتی با پشتوانه جدید طلا به جریان بیفتد
اهمیت داشت تا تلاش‌هایی برای حفظ استاندارد طلا صورت بگیرد که به‌طور اخص گفتگوهایی با مرکزیت محدودسازی تسلیحاتی برای جلوگیری از ساختن کشتی‌های جنگی، و مذاکراتی در مورد موانع تجاری انجام گرفت، و کوشش‌هایی صورت گرفت تا در وضعیت رکود، قیمتها به سطوح اولیه پیش از جنگ بازگردند. این سبب شد تا بانک انگلستان و خزانه فدرال آمریکا هردو به «پاکسازی» جریان‌های ورودی طلا بپردازند. در عوض این عمل کشورهای دارای جریان‌های خروجی طلا را وادار ساخت تا به منظور حفظ برابری قیمتها بیشتر دچار رکود اقتصادی شوند. در حالی که آمریکا هم به عنوان یک قدرت صنعتی و هم به شکل یک صادرکننده نفت، هم‌زمان با ماشینی شدن اقتصاد جهانی، به یک کشور بسیار مهم باثبات تبدیل شود، و بتواند یک سری از رکودهای کوتاه را در این دهه پشت سر گذارد، با این که کشورهای دیگر این بی‌ثباتی را بیشتر و بیشتر تجربه می‌کردند.
در سال ۱۹۲۵، وینستون چرچیل، به عنوان رئیس خزانه داری، که ظاهراً در سرآغاز مسیر حرکت به سوی ورود به دولت انگلیس (پلاک شماره ۱۰ داون استریت) بود، کوشید تا با یک سلسله اقدامات، استاندارد طلا را به بریتانیای کبیر بازگرداند که تدریجاً موجب حفظ قابلیت تبدیل آن استاندارد می‌شد. اما، هدف نیز آن بود تا جهت حرکت افزایش قیمتها را تغییر داده شود که این امر مستلزم کاهش (انقباض) عرضه پول بود. رکود اقتصادی حاصل هم سبب شد تا چرچیل از مسیر حرکت سریع خود به سوی قدرت خارج شود، و هم بحرانی دولتی پدیدآورد.
این امر بخش مهم نزول (اقتصادی) جهانی بود که هم‌اکنون تحت عنوان رکود بزرگ (اقتصادی) شناخته می‌شود، و به این وسیله یک اشکال بارز برای سیاست پولی و نظریه اقتصادی به وجود آمد. از یک سوی، ظاهراً تعلیق سیستم طلا به ایجاد پول کاغذی (اسکناس) یا تورم شدید یا حاد منجر می‌شد، و از طرف دیگر، سازوکارهای حفظ استاندارد طلا- ریاضت حکومتی، مالیات‌های بیشتر، انقباض پولی و نرخهای بالاتر بهره، به‌طور مستقیم موجب تشدید فروپاشی اقتصادی، بیکاری غیرقابل تثبیت و بالا، و آشفتگی برای کمونیستها یا دیگر اشکال رادیکال حکومتی می‌گردید.
جان ماینارد کینس اقتصاد دانی بود که علیه تعیین قیمت طلا در دوره پیش از جنگ بحث می‌کرد، با این باور که نرخ تبدیل بسیار بالا بوده و پایه پولی (در اثر آن) از هم پاشیده می‌شود. او استاندارد طلا را «آن یادگار بربرها» می‌خواند. این تورم به میان بازمانده‌های امپراتوری بریتانیا در هر نقطه‌ای رسید که پوند استرلینگ هنوز به عنوان واحد اصلی محاسبات (مالی) مورد استفاده قرار می‌گرفت. در بریتانیا این استاندارد مجدداً در سال ۱۹۳۱ کنار گذاشته شد. سوئد در سال ۱۹۲۹ استاندارد طلا را رها نمود، و ایالات متحده در سال ۱۹۳۳، و دیگر کشورها نیز متناسب با با اوضاع خود استاندارد طلا را کنار گذاشتند.

### کنفرانس لندن
در سال ۱۹۳۳، طی دوره رکود شدید اقتصادی، کنفرانس لندن، پایان حضور استاندارد بین‌المللی طلا را اعلام نمود که تا آن نقطه در آن زمان توسعه پیدا کرده بود. اما بریتانیا و ایالات متحده به بازگشت مشروط استاندارد طلا اظهار تمایل نمودند، و رئیس‌جمهور فرانکلین دی روزولت((Franklin D. Roosvelt آمریکا اظهار داشت که بازگشت به ثبات بین‌المللی باید بر (استفاده از) ” نقره به جای طلا “ استوار شود—که البته نباید امیدوار بود که فوراً می‌توان به آن دست یافت. فرانسه و ایتالیا هردو هیئتهای نمایندگی خود را به این کنفرانس اعزام نمودند تا بر یک بازگشت فوری به یک استاندارد بین‌المللی کاملاً قابل تبدیل طلا پافشاری نمایند. پیشنهادی منتشر شد تا بر اساس آن نرخ‌های مبادله (ارزی) بین فرانسه، بریتانیا و ایالات متحده مبتنی بر یک نظام دارای حقوق برداشت تثبیت شود، اما این پیشنهاد نیز کاری از پیش نبرد.
نکته مهم در این موضوع آن بود که استاندارد طلا باید چه ارزشی را در این سیستم پیدا کند. کوردل هال، وزیر خارجه ایالات متحده، مأمور شد تا آن که تورم عمدی قیمتها پیش از بازگشت به استاندارد طلا صورت گیرد. گمان (ظن) قوی نیز وجود داشت که بریتانیا از توافق‌نامه‌های مطلوب تجاری در مشترک‌المنافع استفاده می‌کند تا از عمل به مقررات مالی خودداری نماید. از این رو فروپاشی استاندارد طلا در آن زمان، به ایالات متحده و بریتانیا نسبت داده می‌شد که می‌کوشیدند تا حدنصاب طلا را به‌طور ساختگی پایین نگه دارند، که در این‌صورت اجرای توافق‌نامه غیرممکن می‌شد. موضوع بنیادین دیگر این اختلاف، نقش تعرفه‌ها در فروپاشی استاندارد طلا بود، که در آن دولت لیبرال آمریکا موضعی اتخاذ می‌نمود که فعالیت‌های دولت سابق آمریکا با افزایش موانع تعرفه‌ای موجب تشدید بحران می‌شد.

### محدودیتهای طلا
به عنوان بخشی از این فرایند، برخی کشورها و از جمله ایالات متحده، مالکیت خصوصی طلا را به صورت قانونی یا غیررسمی ممنوع کردند. در ایالت متحده
فرانکلین دی روزولت با استفاده از قانون تجارت با دشمن مقام کیفری را ملزم نمود تا شروط استفاده از طلا و نقره را در وثایق آمریکا منسوخ نموده و برای افرادی که از این قانون سرپیچی کنند تا $۱۰۰۰۰ جریمه تعیین شود. در طول دوره زمامداری روزولت (FDR) دو قانون دیگر نیز از تصویب گذشت که شهروندان آمریکایی و خزانه فدرال را از مالکیت طلا بازداشته‌است که عبارتند از دستور اجرائی ۶۱۰۲ در سال۱۹۳۳و قانون ذخیره طلا در سال۱۹۳۴. جواهر آلات، کلکسیون‌های شخصی مسکوکات، و امثالهم از شمول این ممنوعیت معاف بودند، که در هرحال به‌نظر نمی‌رسید چندان سفت و سخت اعمال شود. در سال ۱۹۷۵ تمامی محدودیت‌های اعمال شده بر حق مالکیت طلا برای شهروندان آمریکایی برداشته شد. I
کشورهای دیگر قابلیت تبدیل‌پذیری (طلا) را تعلیق نمودند، صادرات طلا ممنوع شد، و لازم بود مالیات‌ها بر اساس طلا پرداخت شود. زمانی که در سال ۱۹۳۶ فرانسه از استاندارد طلا خارج شد، به شهروندان خود دستور داد تا طلای تحت مالکیت شخصی خود را برای گرفتن اوراق بهادار دولتی به دولت بازگردانند، اما این موضوع مقبولیت بسیار اندکی را جلب نمود..
طی دوران ممنوعیت تملک طلا، شهروندان آمریکایی مجاز بودند دارائی‌های خود تنها به شکل اوراق بهادار بانک مرکزی رسماً عرضه کرده و نگه دارند. با این که این اقدام تح شرایط اضطراری ملی مورد بحث قرار گرفته بود، اما در آن هنگام نیز بحث‌برانگیز محسوب می‌شد. دادگاه عالی در سال ۱۹۳۴ از این اقدام حمایت کرد.

، اما هنوز افرادی بودند که این اقدام را نوعی غصب اموال خصوصی محسوب می‌نمودند.
بخشی از علت مربوط به این محدودیت‌ها در آن است که نظریه استاندارد طلا این بود که کشورهای دارای جریان خالص ورود طلا با اجازه ایجاد تورم داده شود که در این‌صورت به‌طور خودکار واردات آن نیز تشویق خواهد شد اما در مورد کشورهای دارای جریان خروج طلا باید دچار رکود شوند تا تا تلاش برای صادرات آن با دستیابی به طلا جابجا شود. اما خصوصاً ایالات متحده دارای سیاست حفظ ثبات قیمت بود، و در پاسخ به نقطه شدید و حاد تورمی در پایان جنگ جهانی اول، و گردش‌های «پاکسازی شده» طلا از طریق انقباض عرضه پول، آنچه که هم‌اکنون به نام «۱ M» خوانده می‌شود، به منظور جلوگیری از افزایش سطح عمومی قیمتها انجام گرفت. این کشورهای دارای جریان خروج طلا راحتی تا سطحی فراتر از تنظیم با موقعیت، به رکود اقتصادی وامی‌داشت، و به حل و فصل یک سلسله از قراردادهای استقراضی کمک می‌نمود که در آستانه پیمان ورشو تنظیم شده بودند.
از سال ۱۹۳۱ تا ۱۹۳۶ کشورها استاندارد طلا را کنار گذاشتند، این کار در سال ۱۹۳۱ با برداشتن آن از پوند در انگلیس آغاز شد. بالاخره فرانسه، هلند و سوئیس در سال ۱۹۳۶ استاندارد طلا را کنار گذاشتند. هم‌اکنون، توافق‌نامه عمومی تحقیق سیاست پولی در این است که یک همبستگی قوی بین رها کردن استاندارد طلا و بهبود اقتصادی، به عنوان بخشی از نظریه پولی دوره رکود بزرگ اقتصادی وجود دارد. این نظریه مورد قبول هردو گروه اقتصاددانان لیبرال و محافظه کار می‌باشد، اما با شدت و حدت فراوان از سوی بیشتر طرفداران استاندارد تجدید شده طلا مورد بحث قرار دارد که عکس آن را مطرح می‌کنند: یعنی آن که ناتوانی در پیاده‌سازی استاندارد طلا دلیل رکود شدید اقتصادی در جهان بوده‌است.
در سال‌های بعد، کشورها از توافق‌نامه‌های تجاری دوجانبه پیروی نمودند، و تا سال ۱۹۳۵ سیاست‌های اقتصادی بیشتر کشورهای غربی بیشتر تحت تأثیر نقدسازی فزاینده‌ای قرار گرفت که درگیری جهانی در آن بیشتر محتمل، یا حتی غیرقابل اجتناب بود. طی دهه ۱۹۲۰، اقدامات مربوط به ریاضت اقتصادی به بازسازی سیستم اقتصادی دنیا منجر گردید که شدیداً هزینه‌های نظامی را کاهش می‌داد، اما با مسلح کردن قوای محور، جنگ در آسیا، و ترس و هراس از اتحاد شوروی به دلیل صدور انقلاب کمونیست، اولویت آن به سمت مسلح‌سازی جابجا شد، و از برقراری مجدد یک استاندارد طلا دور گشت. آخرین تلاش برای اعمال استاندارد طلا در قرن نوزدهم زمانی صورت گرفت که کوشش برای تعادل بودجه ایالات متحده در سال ۱۹۳۷ به ” رکود روزولت “ منجر شد. حتی با وجود یک چنین طرفدارانی نظیر مدیر بودجه بندی روزولت، که تا آن زمان تصدیق می‌نمود که می‌توان بودجه را متوازن کرد، استاندارد طلا در آن غیرممکن بود.

### استاندارد طلا و رکود شدید اقتصادی جهان
در اندیشه نوین اقتصاد کلان، استاندارد طلا اصلاً «علت» به وجود آمدن رکود شدید جهانی نبود. در عوض نظریه استاندارد این است که شوک حاصل از جنگ جهانی اول سبب شد تا «استاندارد کلاسیک طلا» از هم پاشیده شود، چرا که کشورها آزادانه هزینه تسلیحات را پرداخت می‌کردند، و تا پس از اتمام جنگ به این کار ادامه می‌دادند. استاندارد طلا که پس از جنگ ایجاد شده بود از همان نوع استاندارد پیش از جنگ نبود، و تعهد نسبت به استاندارد طلا در قبال شوک‌های اقتصادی نیز چندان قوی نبود. این استاندارد توافقی طلا نیز با مشکل عادی‌سازی قیمتها پس از جنگ با نمونه‌های مربوط به پول رایج پیش از جنگ، مواجه بود. بر طبق این دیدگاه، انعطاف‌ناپذیری در حفظ یک استاندارد بین‌المللی برای طلا موجب شد تا مسئولان یانک‌های مرکزی سیاست انقباضی عرضه پول را در سال ۱۹۲۹ اتخاذ کنند، که خارج از هرگونه هراس از تورم یا تداوم اثر آن بر پول رایج بود. با توجه به تورم شدید در آلمان، و تداوم تأثیر آن در سال ۱۹۳۱ بر پوند بریتانیای کبیر، ترس و هراس موجود از ناکامی در حفظ استاندارد طلا بود که موجب آشفتگی اقتصادی می‌گردید که ظاهراً تثبیت شده بود، و سیاست «انقباض بزرگ» ارزی به عنوان یک برنامه در آن تداوم پیدا نمود. بر طبق نظریه نوین اقتصاد کلان، این انقباض بود که به یک نوع تنزل اعتبار تبدیل شد و اندازه قابل قیاس آن نسبت به نمونه قبلی، موجب گسترش بیش از حد شکوفایی‌های اقتصادی به یک رکود اقتصادی بسیار شدید گردید.
در حالی که نظرات در این مورد که استاندارد طلا را می‌شد بدون انقباضی شدید (در سیاست پولی) بسته به مدل بکار رفته حفظ نمود، اما توافق گسترده در این مورد وجود دارد که تلاش‌هایی ناکام برای تأیید و حفظ استاندارد طلا و ناتوانی برای اصلاح مشکلات ساختاری در سیستم بانکداری نیز وجود دارد و یافتن انعطاف در سیاست پولی همگی دلایل تخمینی برای رکود شدید اقتصادی بوده‌اند.
این مسیر بحث از تاریخچه پولی فریدمن و شوارتز در ایالات متحده، و نیز تحقیق بعدی که توسط آیچنگرین، برنانکه، بوردو و دیگر اقتصاددانان کلان، سرچشمه می‌گیرد، که تعدادی از آن‌ها بر این باورند که درک رکود بزرگ اقتصادی به عنوان یک پدیده پولی (مالی) همچون «پیمانه مسیح» برای اقتصاد کلان است.

### تردید بریتانیا در بازگشت به استاندارد طلا
طی دوره ۱۹۴۲–۱۹۳۹، بریتانیا بیشتر ذخیره طلای خود را در خریدهای مهمات و تسلیحات بر مبنای ”خرید بدون (تعهد) حمل “ از ایالات متحده و کشورهای دیگر صرف نمود. این استهلاک ذخایر بریتانیا به اطلاع وینستون چرچیل رسید که بازگشت به استاندارد طلا به سبک پیش از جنگ را عملی نمی‌دانست؛ در عوض، ژان مینارد کینس، که علیه یک چنین استاندارد طلایی بحث می‌نمود، به‌طور گسترده‌ای ذی‌نفوذ شد: پیشنهادهای وی، دامنه وسیعتری از استاندارد طلا به سبک ”پیمان ثبات “ را دربرگرفت، که می‌توان تعبیر آن را در توافق‌نامه برتون وودز یافت.

## نظریه
از لحاظ نظری خصوصیات عمده استاندارد طلا بر اساس این نظریه‌است که تورم در اثر افزایش کمیت پول، به وجود می‌آید، که این ایده مورد تأیید دیوید هیوم بوده، و نامشخص بودن توان آتی خرید پول، اطمینان شغلی را مخدوش می‌نماید و سبب کاهش تجارت و سرمایه‌گذاری می‌شود. نظریه اصلی استاندارد طلا این است که زدودن عدم اطمینان، اصطکاک بین انواع ارز، و محدودیت‌های احتمالی در شرکای آتی تجاری به شدت می‌تواند برای (صرفه) اقتصادی مفید واقع شود، که این کار از طریق گسترش بازار برای کالاهای داخلی (خودی)، انسجام اعتباری آن، و بازارهایی می‌باشد که مشتریان آن می‌توانند از این کالاها خریداری نمایند. در بیشتر بخش‌های نظریه استاندارد طلا، منافع اعمال قانون پولی و مالی بر دولت برای کسب سودهای حاصله ضروری است، و طرفداران استاندارد طلا اغلب بر این اعتقادند که دولت‌ها تقریباً به‌طور کامل فعالیت اقتصادی و نیز استاندارد طلا را با کاهش توانایی دخالت در بازارها تخریب می‌کنند که می‌توانست آزادی شخصی و اهمیت اقتصادی را افزایش دهد.

### تعاریف گوناگون از ”استاندارد طلا “
اگر اگر مسئول مالی طلای کافی را برای تبدیل به کلیه ارزهای در جریان بکار برد، در این صورت این مبنا، به عنوان یک استاندارد ۱۰۰٪ اندوخته طلا، یا استاندارد کامل طلا شناخته می‌شود. در برخی موارد از آن به عنوان «استاندارد مسکوک طلا» یاد می‌شود تا بتوان ساده‌تر آن را از اشکال دیگر استاندارد طلا که در زمان‌های مختلف وجود داشته، جدا ساخت.
برخی معتقدند هیچ شکل دیگری به غیر از اندوخته ۱۰۰٪ «استاندارد مسکوک» وجود ندارد. این موضوع به این دلیل است که در هر استاندارد «جزئی» طلا، مقداری پول در گردش وجود دارد که دارای پشتوانه طلا نیست، و از این رو ممکنست مقامات صادرکننده پول بکوشند از حق اربابی استفاده کنند، و احتمالاً در این صورت تورم پدید خواهد آمد. افراد دیگر، همچون بعضی از طرفداران جدید اقتصاد عرضه مدار اظهار می‌دارند که تا زمانی که طلا یک واحد پذیرفته شده محاسبه باشد، پس آن یک استاندارد حقیقی طلا خواهد بود.
در یک نظام «استاندارد طلا» ی ملی، مسکوکات طلا آزادانه همچون پول جریان می‌یابد، و اسکناس براساس نرخ بازار به‌طور مستقیم قابل تبدیل به طلا است (نه تحت فشار پشتوانه دولتی)، در حالی که ارزش اسکناس را نشان می‌دهد همان‌طوری‌که یک چک مورد مطالبه به دارنده خود این حق را می‌دهد تا مقدار معینی از مسکوک طلا که توسط صادرکننده آن چک مشخص شده، دریافت کند.
اما، جایی که ارزش اسکناس در برابر طلا در نوسان باشد، این نشان می‌دهد که اسکناس مزبور پول بدون پشتوانه است و اغلب در برابر پول مسکوک ارزش خود را از دست خواهد داد. این مورد طی جنگ‌ها زمانی وجود داشته که دولت‌ها اسکناسهایی را منتشر می‌نمودند که دارای پشتوانه مسکوکات نبودند. نمونه‌هایی از آن شامل Greenbacks بود که طی جنگ داخلی آمریکا توسط اتحادیه منتشر می‌شد، و اسکناس‌های مارک که توسط اتریش در طول جنگ‌های ناپلئون چاپ می‌گردید. چنین وقایعی از لحاظ سنتی سبب درخواست‌هایی برای نگهداری پول سالم پس از جنگ شد- که یک نظام پولی با استفاده از مسکوکات (پول سخت) است.
در یک نظام بین‌المللی استاندارد طلا، که می‌تواند در غیاب هرگونه استاندارد داخلی طلا، وجود داشته باشد، طلا یا ارزی که براساس یک قیمت ثابت قابل تبدیل به طلا می‌باشد، به عنوان ابزاری برای پرداختهای بین‌المللی بکار می‌رود. تحت یک چنین نظامی، زمانی که نرخهای مبادله، بالا یا پایینتر از میزان ثابت ارز مورد نظر و با هزینه‌ای بیشتر از جابجایی طلا از یک کشور به کشور دیگر قرار می‌گیرد، گردش‌های گسترده ورود و خروج تا زمانی به وجود خواهد آمد که نرخهای مزبور به سطح رسمی خود بازگردند. استانداردهای بین‌المللی طلا اغلب تعیین می‌کنند که چه هویتهایی حق دارند ارز مورد نظر را در عوض طلا بازپرداخت نمایند. بر اساس سیستم برتون وودز، این حقوق تحت عنوان «SDR» یا حقوق برداشت مخصوص نامیده می‌شوند.

### اثرات پول به پشتوانه طلا
تعهد به حفظ قابلیت تبدیل طلا شدیداً بر ایجاد اعتبار تأکید دارد. ایجاد اعتبار از طریق هویتهای بانکی و بر اساس استاندارد طلا، قابلیت تبدیل پولهایی را تهدید می‌نماید که منتشر شده‌اند، و نتیجتاً به گردش‌های نامطلوب خروج طلا از بانک منجر می‌شود. حاصل این سلب اعتماد موجب تداوم تأثیر آن بر پایه پول مسکوک می‌شود که کلاً واکنش آن از سوی بانکداران با تعلیق پرداخت مسکوکات همراه‌است. به همین جهت، پول‌های در گردش در هرگونه استاندارد «جزئی» طلا یا از طریق ارزش اسمی طلا بازپرداخت می‌شود (که بالاتر از ارزش واقعی آن است) – که این شامل ”گردش بانکی “آن است، یا ارزش بازار یک چنین پولهایی کمتر از مسکوک طلایی است که دارای همان میزان ارزش بوده‌است.

### ثبات محسوس حاصل از استاندارد طلا
از لحاظ نظری، استاندارد طلا اختیار دولت‌ها را که سبب تورم قیمت از طریق صدور بیش از حد اسکناس می‌شود، محدود می‌سازد، اما شواهدی وجود دارد که پیش از جنگ جهانی اول، مقامات مالی عرضه پول را زمانی که جریان خروج طلا رخ می‌داد، توسعه یا کاهش ندادند. این عقیده مستلزم پذیرش این باور است که تورم (فقط) در اثر عرضه پول به وجود می‌آید و نه عاملی دیگر. همچنین فرض براین است که با ایجاد الگوی ثابتی از نرخهای مبادله، در تجارت بین‌المللی، اطمینان پدید می‌آید. پس از استانداردهای تورم‌زای نقره در سالهای ۱۷۰۰، آشفتگی در برابر استاندارد طلا، سبب ایجاد جنبش‌های سیاسی در بیشتر کشورهای صنعتی نسبت به برخی از اشکال پول دارای پشتوانه نقره، یا حتی ارز به پشتوانه اسکناس گردید.
براساس استاندارد بین‌المللی کلاسیک طلا، نوسانات موجود در سطح قیمت یک کشور به‌طور کامل یا جزئی از طریق سازو کار تنظیم خودکار تراز پرداخت موازنه می‌شود که
«سازوکار قیمت- مسکوک- گردش «(منظور از» مسکوک»، سکه طلا است) نامیده می‌شود. مراحل اولیه که در این سازوکار وجود دارند عبارتند از: زمانی که قیمت یک کالا به دلیل عرضه بیش از حد، اصلاح سرمایه، افت در هزینه‌های ورودی یا رقابت افت می‌کند، خریداران آن کالا را بر سایر کالاها ترجیح خواهند داد. چون ثبات ارزها به طلا بستگی دارد، خریداران در فعالیت‌های اقتصادی با پشتوانه طلا ترجیحاً ارزانترین کالا را می‌خرند، و طلا وارد باصرفه‌ترین گردش اقتصادی خود خواهد شد. در این صورت، این گردش طلا در داخل اقتصاد مولدتر موجب افزایش عرضه پول خواهد گردید، و فشار تورمی کافی را برای موازنه افت اولیه قیمتها در اقتصاد بهینه تر ایجاد می‌کند، و گردش مسکوک را در اقتصادهای کم بازده تر، ضمن پایین آوردن قیمتها تا بر قراری تعادل، کاهش می‌دهد.
بانک‌های مرکزی، به منظور محدود کردن گردش‌های خروجی طلا، این (فشار) را از طریق افزایش نرخهای بهره اعمال می‌کنند تا سریعتر قیمتها را به تعادل بین‌المللی خود بازگردانده شوند. از لحاظ نظری، تا زمانی که کشورها استاندارد طلا را حفظ کنند، هیچ دوره باثباتی اعم از تورم بالا، یا رکود کنترل نشده وجود نخواهد داشت. از آن گذشته، در آن زمان، اعتقاد بر این بود که بازارها از لحاظ درونی همواره سود ده هستند (نگاه به قانون سی (Law Say’s()، و رکود در ابتدا قیمت سرمایه را تغییر می‌دهد، و این یعنی آن که این امر موجب کاهش سرمایه شده، و اجازه رشد بیشتر و نیز ثبات بلند مدت سرمایه را می‌دهد. اما، عملاً این پایان ماجرا نیست: آن دستمزدها بودند نه سرمایه که قیمت اولیه را مستهلک نموده‌است.

### الگوی ماندل- فلمینگ
برطبق اقتصاد تجزیه مدرن نئوکلاسیک، الگوی ماندل- فلمینگ رفتار ارزها را تحت استاندارد طلا تشریح می‌کند. چون ارزش ارزها بر اساس ارزش هر واحد از ارز به طلا ثابت است، آزادی عمل بازمانده از آن بین حرکت آزاد سرمایه، و سیاست پولی و مالی کارآمد توزیع می‌شود. یک دلیل آن است که بیشتر اقتصاد دانان کلان نوین، از بازگشت به (استاندارد) طلا از ترس این مطلب حمایت نمی‌کنند که میزان آزادی (عمل) بازمانده از آن برای مقابله با نزول‌ها و رکودهای وسیع کافی نیست. احتمال نظری بازگشت به استاندارد طلا اثر دیگری نیز دارد، که عبارتست از، پرسش راجع به اعتبارپذیری بانک مرکزی در یک حکومت که مبتنی بر ارزهای دارای پشتوانه نیست. هنوز امتیازات ویژه‌ای به این گونه سوالات اختصاص داده می‌شود، و دوره‌های استاندارد طلا، هم از منظر قرن ۱۹ و هم از دیدگاه قرن بیستم، به عنوان یک ملاک در برابر نظام گردش پول جاری قرار می‌گیرد که مورد سنجش قرار گرفته‌است.
ماندل در این مورد بحث کرده که می‌توان به یک استاندارد بین‌المللی طلا بازگشت، یا حتی یک نوع ملی آن، چرا که در یک اقتصاد صنعتی، بخش فراوانی از سرمایه غیرمنقول است. بر اساس نظر وی، این موضوع به بانک مرکزی به حد کافی آزادی عمل می‌دهد تا به فعالیت‌های محدود ضد چرخه‌ای بپردازد، یعنی کاهش نرخهای بهره در ابتدای رکود اقتصادی، و افزایش آن برای جلوگیری از رشد خارج از کنترل اقتصاد. این مسئله توسط فریدمن مورد بحث قرار گرفته که اظهار داشته اثرات کمی پول موجب رکود در یک چنین نظامی می‌شود، و کشورهای موفق شاهد منافع کمتری نسبت به آنچه ماندل انتظار آن را داشته، خواهند بود، چرا که ورود طلا به یک کشور تورم داخلی ایجاد خواهد نمود. این بحث نظرات آدام اسمیت و دیوید هیوم را در قرن هجدهم منعکس می‌کند که راجع به افزایش کمیت پول بوده که هدف ارزشمندی را در برنداشته‌است.

## طرفداران استانداردهای تجدید شده طلا
دیدگاه قاطع استاندارد داخلی طلا از سوی برخی از معتقدین به اصالت پول، عینیت گرایان، پیروان مکتب اتریشی اقتصاد و آلن گرین اسپن رئیس سابق خزانه فدرال و برخی دیگر از اختیارگرایان مورد حمایت قرار می‌گیرد. در روسیه، پراودا
 در سرمقالات مختلف از استاندارد طلا طرفداری کرده‌است، با بیان این مطلب که روبل طلا باید قدرتی همسنگ با دلار آمریکا داشته باشد. گروه‌های مختلف اسلامی همچون حزب التحریر از بازگشت به اقتصاد مبتنی بر مسکوک طلا به عنوان پشتوانه اولیه ارزی حمایت می‌نماید. هواداران استاندارد طلا اغلب بحث می‌کنند که پول بدون پشتوانه قدرت خرید را در طول زمان کاهش می‌دهد و نمی‌توان به دولت‌ها در امر تنظیم عرضه پول اطمینان نمود.
استاندارد بین‌المللی طلا هنوز دارای طرفدارانی است که می‌خواهند به نظام به سبک برتون وودز بازگردند تا عدم ثبات (فراریت) ارزها کاهش یابد، اما
عدم کارایی سیستم برتون وودز، به دلیل نرخ مبادله مقرر شده از سوی دولت، به پیروان اقتصاددانان اتریشی لودویگ وان مایسس، فردریش هایک و
مورای روتبارد اجازه داده شد تا ایده خارج شدن کامل قیمت طلا از نرخ مقرر دولتی مبادله حمایت کرده و به انحصار دولتی در انتشار پول طلا خاتمه داده شود.
بسیاری از کشورها ذخایر طلای خود را به عنوان پشتوانه اقتصاد خود قرار دادند. این ذخایر برای بازپرداخت اوراق بهادار (پول) منظور نشده‌است، اما به عنوان دارایی نقد ثابت برای حفاظت در برابر تورم شدید نگهداری شده‌اند. طرفداران طلا مدعی هستند که این مرحله اضافی دیگر لازم نیست زیرا ارز به خودی خود دارای اندوخته ذاتی ارزش مزبور می‌باشد. پس یک استاندارد طلا کلاً از سوی کسانی عرضه شده که اندوخته ثابت ارزش آن را به عنوان مهم‌ترین عنصر برای اطمینان شغلی (کاری) فرض کرده‌اند.
این موضوع عموماً مورد مخالفت اکثریت گسترده‌ای از دولت‌ها و اقتصاد دانان قرار گرفت، زیرا استاندارد مکرراً نشان داده شده تا انعطاف‌پذیری ناکافی را در عرضه پول و نیز سیاست مالی فراهم سازد، زیرا عرضه طلای تازه استخراج شده از معادن محدود است و باید با دقت بهره‌برداری و محاسبه شود.
هیچ کشوری نیز به تنهایی قادر نیست اقتصاد خود را از رکود یا تورم ایجاد شده در بخش‌های دیگر دنیا دور نگه دارد. علاوه براین، فرایند تنظیم کسر پرداختها در یک کشور می‌تواند طولانی و پرزحمت باشد زمانی که افزایش بیکاری یا افت نرخ توسعه اقتصادی رخ دهد.
یکی از مخالفان برجسته استاندارد طلا، ژان مینارد کینس بود که مبنای عرضه پولی را تحت عنوان ”فلز مرده “ نپذیرفت. طرفداران کینس اظهار می‌کنند که استاندارد طلا باعث رکود می‌شود که این رکودها زمانی تشدید می‌شود که مردم نمی‌خواهند پولی بابت افت قیمتها بپردازند، از این رو کاهش نزولی در فعالیت اقتصادی پدید می‌آید. آن‌ها همچنین بحث می‌کنند که استاندارد طلا نیز توانایی دولت‌ها را برای مبارزه با رکودهای اقتصادی از طریق افزایش عرضه پول برای جهش در رشد اقتصادی کاهش می‌دهد.
طرفداران استاندارد طلا به دوره صنعتی شدن و جهانی شدن در قرن نوزدهم به عنوان گواهی برای قابلیت وجود و برتری استاندارد طلا اشاره می‌کنند، و به رشد بریتانیا اشاره می‌کنند که یک قدرت امپراتوری بوده، که بر تقریباً یک چهارم جمعیت جهان حکومت می‌کرده و امپراتوری تجاری را ایجاد کرده که نهایتاً تبدیل به کشورهای مشترک‌المنافع شده که ایالات قلمرو آن استقلال خود را به دست آورده‌اند.
هواداران استاندارد طلا دارای طرفداران قدرتمندی در میان تجار کالا و شرکت‌های سرمایه‌گذاری با جهت‌گیری بدبینانه هستند. انتظار یک فروپاشی مالی جهانی، و بازگشت به استاندارد مسکوک طلا، نقطه مرکزی بسیاری از نظریات نامطلوب مالی بوده‌است.
طرفداران (میانه روتر) طلا آن را به عنوان یک حصار در برابر تورم ثابت و نشانی از استخراج منبع آن، ذکر می‌کنند. چون طلا را به هر ارزی در بازار بسیار نقد جهانی می‌توان فروخت، تقریباً در هر کشوری از دنیا، آن‌ها طلا را به عنوان ترفندی علیه معایب سیاست پولی بانک‌های مرکزی و نیز ابزاری جهت حفاظت در برابر نوسانات ارزی محسوب می‌نمایند. به این دلیل آنه بر این باورند که نهایتاً به استاندارد طلا بازخواند گشت، زیرا این تنها واحد ”ثابت “ ارزش‌گذاری است. حقیقت آن است که طلای واحد پول که حدود $۵۰۰۰در هر اونس (تقریباً ۸ برابر ارزش جاری آن) افزایش یافته، می‌تواند به خوبی بر حمایت از استاندارد تجدید شده طلا اثر بگذارد، و به این وسیله مالکان آن سود هنگفتی خواند نمود.
امروزه معدودی از اقتصاد دانان نسبت به طرفداران مکتب اتریشی و برخی هواداران عرضه از بازگشت به استاندارد طلا حمایت می‌کنند. اما، تعدادی از اقتصاد دانان برجسته هوادار پایه پولی با پشتوانه (مسکوک طلا) هستند، و علیه پول بدون پشتوانه بحث می‌کنند. این مکتب فکری شامل رئیس سابق خزانه فدرال آمریکا آلن گرین اسپن و اقتصاد دان کلان رابرت بارو است. گرین اسپن در سال ۲۰۰۰اظهار داشت ”اگر شما طرفدار استاندارد طلا یا سازوکار دیگری هستید که در آن بانک‌های مرکزی دقت و صلاحیت لازم را ندارند، پس این نظام به‌طور خودکار عمل می‌کند. به این دلیل که حمایت بسیار اندکی از استاندارد طلا وجود دارد که پیامدهای انواع تنظیمات مربوط به این بازارها برای قرن ۱۹ و ۲۱ مناسب به نظر نمی‌رسد. من یکی از نادر افرادی هستم که هنوز نسبت به دیدگاه استاندارد قدیمی طلا احساس دلتنگی می‌کنم، و همان‌طور که می‌دانید باید بگویم، من در میان اقلیت بسیار کوچکی از همکاران خود قرار دارم که (طرفدار) آن موضوع می‌باشم. “ 
نظام پولی فعلی وابسته به دلار آمریکا به عنوان یک «ارز باثبات» می‌باشد که تراکنش‌های اصلی همچون قیمت خود طلا بر مبنای آن سنجیده می‌شود. بی‌ثباتی‌های ارزی، عدم قابلیت تبدیل و محدودیت دستیابی به اعتبار دلایل متعددی برای مورد انتقاد قرار گرفتن نظام ارزی می‌باشند. مجموعه‌ای از گزینه‌های دیگر پیشنهاد شده‌است، از جمله ارزهای مبتنی بر انرژی، سبدهای ارزی یا کالای بازار؛ تقریباً طلا یکی از این گزینه‌های دیگر است.
علت این که این دیدگاه‌ها عملاً دنبال نمی‌شود بیشتر به همان دلیلی است که در بدو امر استاندارد طلا ازآن فاصله گرفت: نرخ ثابت مبادله مقرر شده از سوی دولت هیچ‌گونه ارتباط سازمانی بین عرضه و تقاضای طلا و تقاضا برای کالا ایجاد نمی‌کند.
از این رو استاندارد طلا روندی به سوی تخریب شدن طی می‌کند به محض آن که نزد دولت‌ها این امتیاز را پیدا می‌کند که به کنترل آن پردازند. استاندارد طلا به خودی خود، زمانی که در کشورها جنگ یا تنگنای دیگری وجود داشته باشد از انتشار پول بدون پشتوانه در آن‌ها جلوگیری می‌کند. حتی اگر این اتفاق بیفتد عواید حاصل از طلا در چنین شرایطی با آن که مردم از آن برای حفظ ارزش پول خود استفاده می‌کنند، ترسی که وجود دارد این است که پول بدون پشتوانه مثلاً طوری عرضه می‌شود که اجازه کسر مصرف آن را بدهد، که اغلب یا به تورم یا به جیره‌بندی منتهی می‌شود.
مشکل عملی این است که طلا فعلاً بر طبق توان اقتصادی توزیع نمی‌شود که همچنین یک عامل به حساب می‌آید: درحالی که ژاپن یکی از بزرگترین قدرت‌های اقتصادی جهان می‌باشد، دارای ذخایر طلایی است که از میزان لازم برای پشتیبانی از آن اقتصاد بسیار کمتر است. نهایتاً کمیت طلای موجود در خزانه‌ها، حتی اگر تمام آن‌ها ضبط شوند و به عنوان واحد محاسبه ارزش بکار روند، ارزش طلا را تا حدود$۵۰۰۰دلار در هر اونس براساس یک مبنای موازنه خرید تعیین می‌کنند. اگر مالکان فعلی طلا تصور می‌کنند که این قیمتی است که به آن‌ها برای عرضه طلایشان پرداخت خواهد شد، آن‌ها احتمالاً کاملاً ناامید می‌شوند. بر اساس این دلایل عملی – ناکارآمدی، بی‌ثباتی، تخصیص نامناسب، و عدم تکافوی عرضه- احتمالاً استاندارد طلا تنها در عرصه ادبیات (نظری) مطرح خواهد شد تا آن که در واقعیت عملی شود.
در سال ۱۹۹۶ egold یک نظام خصوصی معین از ارز دیجیتال طلا ارائه نمود، که می‌کوشید استاندارد طلا را تکثیر کرده و یک سیستم پولی دیگر جهانی ایجاد نماید. دیگر سیستم‌های دیگر ارز دیجیتال طلا به زودی در پی آن پدید آمدند، همچون ebullion و Goldmoney.
در سال ۲۰۰۱ نخست‌وزیر مالزی مهاتیر بن محمد یک ارز جدید را پیشنهاد نمود که اصولاً برای تجارت بین‌المللی بین مسلمانان استفاده شود. ارزی که او پیشنهاد نمود به نام دینار طلای اسلامی خوانده می‌شد و به صورت (سکه‌ای) به وزن ۲۵/۴گرم از طلای ۲۴ عیار بود. ماهاتیر محمد مفهومی را ارائه نمود که بر اساس شایستگی‌های اقتصادی آن یک واحد ثابت محاسبه و نیز یک نماد سیاسی برای ایجاد اتحاد بیشتر میان کشورهای اسلامی مطرح می‌شد. مقصود ضمنی این اقدام، کاهش دادن وابستگی به دلار ایالات متحده به عنوان یک ارز اندوخته، و ایجاد یک ارز بدون پشتوانه استقراضی بر طبق شرع اسلامی در برابر ایجاد هزینه بهره بود. 
با این وجود، ارز دینار طلا هنوز عملاً عرضه نشده‌است.
 .
اما، ارز دیجیتال طلا با نام ئی- دینار با موفقیت منتشر شده‌است.

## طلا به عنوان یک اندوخته
طی دهه ۱۹۹۰ روسیه بیشتر ذخایر اتحاد شوروی سابق را نقد نمود، در حالی که تعدادی از کشورهای دیگر جهت آماده شدن برای (ورود به) اتحادیه اقتصادی و ملی به گردآوری طلا مبادرت ورزیدند. فرانک سوئیس دارای یک پشتوانه کاملاً برگشت‌پذیر طلا است. اما، ذخایر طلا از سوی تعدادی از کشورها در کمیتی ویژه نگه داشته شده‌اند تا به عنوان ابزاری از ارز آن‌ها دفاع نموده، و در برابر دلار آمریکا از آن‌ها حفاظت کنند که توده‌ای از ذخایر نقدی ارزی را ایجاد می‌کند. ضعف در برابر دلار آمریکا از طریق تقویت قیمتهای طلا متعادل می‌شود. طلا به عنوان یک دارایی اساسی مالی در تقریباً در تمام بانک‌های مرکزی در کنار ارزهای خارجی و اوراق بهادار دولتی باقی می‌ماند. آن همچنین از سوی بانک‌های مرکزی به عنوان شیوه‌ای برای حفاظت در برابر وام‌های آن‌ها به دولتهای خودشان به شکل یک «اندوخته داخلی» نگهداری می‌شود. تقریباً ۲۵٪ طلای موجود بر روی زمین به عنوان ذخایر نزد بانک‌های مرکزی حفظ می‌شود.
علاوه بر دیگر فلز (ات) گران بها، اندوخته‌های ارزش آن شامل املاک نیز می‌شود. اما با تمام این اندوخته‌های ارزش، اعتبار اساسی در حقوق مالکیت تعیین می‌کند که کدام یک انتخاب شود، زمانی که تمامی این املاک از سوی دولت توقیف شود یا مالیات سنگینی به آن اختصاص یابد. از نظر سرمایه‌گذاران طلا، هیچ‌یک از این‌ها دارای ثباتی همچون طلا نیستند، از این رو گهگاهی در خواستهایی برای احیای مجدد استاندارد طلا وجود دارد. اغلب سیاستمداران افرادی را که خواهان احیای مجدد استاندارد طلا هستند شناسایی می‌کنند، خصوصاً لیبرال‌ها و چپگرایان ضد حکومتی. اقتصاد دانان محافظه کار جریان اصلی همچون بارو و گرین اسپن به ارجحیت استاندارد پولی دارای پشتوانه نسبتاً محسوس اذعان کرده‌اند و بیان نموده‌اند که استاندارد طلا در میان دامنه معقولی از گزینه‌ها قرار دارد.
هم سکه طلا و هم شمش طلا به‌طور گسترده‌ای در بازارهای کاملاً نقدی داد و ستد می‌شوند، و بنابراین هنوز به عنوان اندوخته شخصی ثروت محسوب می‌شود. همچنین بعضی از پول‌های خصوصی منتشره همچون ارز دیجیتال طلا، دارای پشتوانه ذخایر طلا می‌باشند. در عمل، دارنده چنین پول‌هایی بیشتر از طلا و کمتر از پول بدون پشتوانه خود استفاده نموده، و چکهایی را به حساب خود می‌کشند.
در سال ۱۹۹۹، برای حفظ ارزش طلا به عنوان یک اندوخته، مسئولان بانک مرکزی اروپا «توافق‌نامه واشینگتن» را امضاء نمودند که بر اساس آن، آن‌ها اجازه نداشتند لیزینگ طلا را برای مقاصد خرید و فروش (دلالی) انجام دهند، و نمی‌توانستند به عنوان «فروشنده وارد بازار» شوند مگر آن که برای فروش از پیش بر سر آن توافق کرده باشند. این کار برای جلوگیری از برهم خوردن بیشتر قیمت طلا صورت گرفت. (نگاه کنید به سرشماری واشینگتن)
در پایان رکود بزرگ کالاها که بر قیمت طلا نیز تأثیر گذاشته‌است، قیمتهای طلا طی یک محدوده زمانی تجاری ۲۰ ساله افزایش می‌یابد. این سبب شده تا از طریق مقامات مالی طلا به عنوان پشتوانه ارزها مجدداً مورد استفاده قرار گیرد، اما شامل اتخاذ استاندارد طلا برای پول نشده‌است. درواقع، عکس این موضوع است- هرچه گرانتر شود، پروژه دستیابی به ایجاد یک استاندارد طلا نیز گران‌تر خواهد شد.

## نقل قولهای مهم
«در غیاب استاندارد طلا، هیچ راهی برای حفاظت از پس‌اندازها در برابر توقیف از طریق تورم وجود ندارد.» – دکتر آلن گرین اسپن